# Punakha Dzong

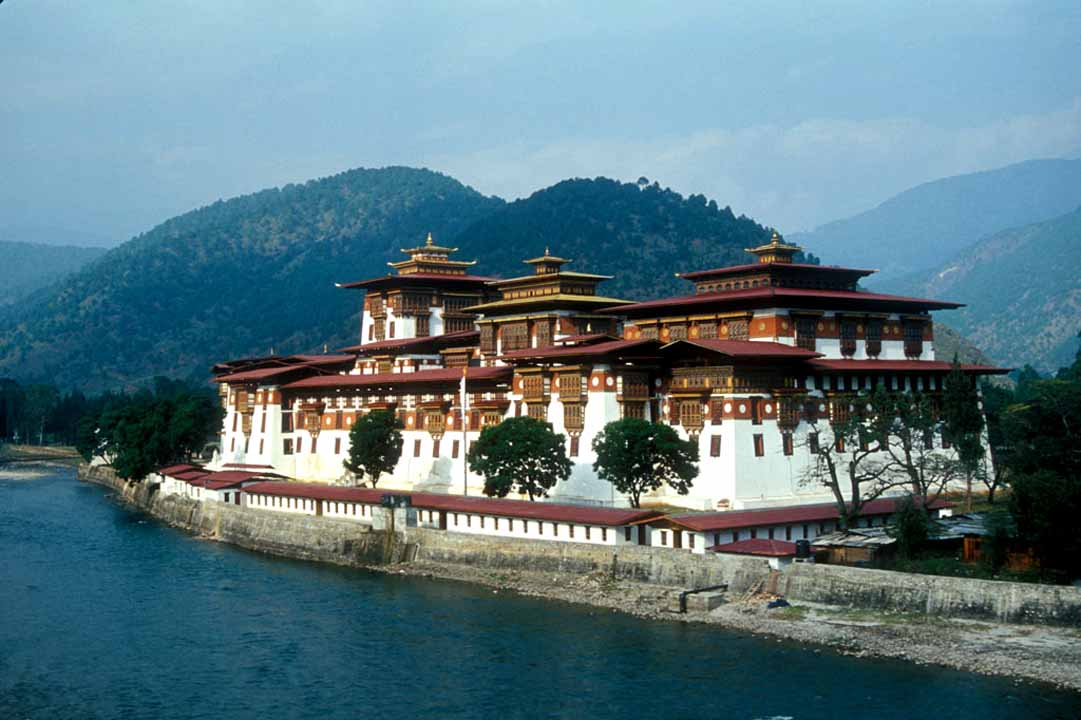
Punakha Dzong

A Punakha Dzong vagy Punakha Dechen Photrang Dzong egy dzong típusú erődítmény Bhutánban. Jelenleg Punakha körzet közigazgatási központja Punakhában. Bhután második legnagyobb és második legrégebbi dzongja. Ebben az épületben helyezték el a Drukpa Kagyu iskola ereklyéit, köztük magának Ngawang Namgyalnak a földi maradványait. Gyakran nevezik a boldogság palotájának.

## Fekvése
A dzongokat stratégiai szempontból általában folyók kereszteződései vagy völgyek felé helyezték, hogy lássák a közeledő ellenséget. Ez a Punakha Dzongra is igaz, a Po Chhu (jelentése férfifolyó) és a Mo Chhu (jelentése női folyó) folyók kereszteződése mellé építették, amelyek körülölelik az erődöt. Éppen ezért az egyetlen út az épületbe egy hídon keresztül vezet, amelyet 2008-ban építettek újra, miután az eredeti 17. századi hidat elmosta egy 1958-as árvíz.

## Története
Ngawang Namgyal buddhista szerzetes, Bhután etnikai egyesítője építtette, aki haláláig itt lakott, a régió közigazgatási és egyházi központjának. Építéséhez nem használtak szögeket. Jelentős szerepet játszott Bhután történelmében, 1955-ig, amikor a főváros Timpu lett, ez az épület volt a kormány székhelye. Bhután összes királyát is itt koronázták meg. Miután négy tűzszerencsétlenség és egy földrengés pusztításain esett át, Dzsigme Keszar Namgyal Vangcsuk bhutáni király állíttatta helyre, akinek az esküvőjét is ebben az épületben tartották Dzsecün Pemával 2011 októberében.

## Az épület
A Punakha Dzong 72 méter széles és 180 méter hosszú. Az Utse, a központi torony hatszintes.

## Jelenlegi szerepe
Azon kívül, hogy saját tartományának központja, egyben a Legfőbb Apátság szerepét is betölti több mint 500 szerzetessel. Továbbra is itt koronázzák meg Bhután királyait.

## Idegenforgalom
A Punakha Dzong Bhután egyik legméltóságteljesebb épülete. A Punakha fesztivál idején áll nyitva a látogatók számára, valamint nyáron, amikor a szerzetesek Timpuban tartózkodnak.